# EVIS
EVIS són les sigles de l'Esercito Volontario per l'Indipendenza della Sicilia, partit en pro de l'independentisme sicilià fundat a Catània el febrer de 1944 per Antonio Canepa.
La milícia fou creada tot aprofitant la presència de les tropes aliades a Sicília. Quan l'11 de febrer del 1944 l'illa tornà sota administració italiana, el MIS declarà la "guerra sense quarter" per aconseguir el seu objectiu. L'EVIS va fer sabotatge a l'aeroport de Gerbine (Catània), antiga base alemanya abans del desembarcament, i el 19 d'octubre del 1944 organitzà una manifestació a Palerm que acabà amb 19 morts i 108 ferits, així com una forta repressió contra el moviment. El març del 1945 Andrea Finocchiaro Aprile envià una carta Eleanor Roosevelt amb les seves reivindicacions, i el 17 de juny del 1945 Canepa va morir en un enfrontament amb els carabinieri.
Aleshores els nous caps de l'EVIS, Concetto Gallo i Attilio Castrogiovanni (1908-1978), nomenaren colonel del grup un jove de Montelepre, Salvatore Giuliano (1922-1950), la banda del qual controlava Sicília Occidental des del desembre del 1943. Odiava els carabiners perquè havien assassinat el seu pare i havien deportat dues terceres parts dels habitants del seu poble.
L'octubre del 1945 l'EVIS va intentar desencadenar una gran insurrecció popular mitjançant l'activitat guerrillera, però no aconseguí el suport dels petits camperols i fou reduït per l'exèrcit regular; va patir un cop molt dur a San Mauro (Caltagirone) el 29 de desembre del 1945. Molts dels líders hi moriren, i només algunes partides de Salvatore Giuliano es mantingueren a Sicília Occidental.
Mentrestant, Sicília va obtenir un govern autònom. A les eleccions regionals de Sicília de 1947 el MIS va obtenir 170.000 vots (el 8% dels vots) i Finocchiaro Aprile i Castrogiovanni esdevindran diputats. Alhora, les restes de l'EVIS sota el comandament del Giuliano provocaren l'u de maig del 1947 una matança durant la desfilada del PCI de Portella della Ginesta, vora Piana degli Albanesi (11 morts), cosa que provocaria l'enfrontament visceral entre el PCI i el MIS, així com el desprestitgi total de l'EVIS. Va romandre com a força marginal i de caràcter delictiu fins quan el 1950 Salvatore Giuliano, personatge aleshores ja molest per a tothom, fou assassinat a Castelvetrano (Castidduvitranu).